# Belagerung von Genua
Ostrach – Feldkirch – Stockach I – Verona – Magnano – Cassano d’Adda – Bassignana – Frauenfeld – Winterthur – Zürich I – Trebbia – Mantua – Novi – Döttingen - Vlieter – Bergen – Gotthardpass – Teufelsbrücke – Dietikon – Zürich II – Linth – Muotatal – Näfels – Egmont – Castricum - Genola – Wiesloch – Genua – Rheinklingen – Engen – Stockach II –  Meßkirch – Biberach II – Montebello – Marengo – Höchstädt – Oberhausen – Brión – Hohenlinden – Walserfeld – Pozzolo – Kopenhagen – Algeciras I – Algeciras II
Die vom 6. April bis zum 4. Juni 1800 währende Belagerung von Genua infolge des Zweiten Koalitionskrieges endete mit der Eroberung der Stadt durch die Österreicher. Letztendlich konnten aber durch die Belagerung so viele österreichische Kräfte gebunden werden, dass Napoleon die Schlacht von Marengo gewinnen konnte.

## Hintergrund
Nach dem Sieg des französischen Generals André Masséna in der Zweiten Schlacht von Zürich endete die Allianz zwischen Russland und Österreich. Trotz des Auseinanderbrechens dieser Koalition dauerte der Krieg zwischen Frankreich und Österreich an. Die Österreicher versuchten die Franzosen aus Italien zu vertreiben. Um den Verlust Italiens zu verhindern beorderte Napoléon, der sich nach seinem Rückzug aus Ägypten zum Konsul befördert hatte, einen seiner fähigsten Generäle nach Italien um die Städte Genua und Nizza zu halten, bis er selbst eine entsprechende Streitmacht aufbauen konnte, um die Österreicher anzugreifen.
Vor der eigentlichen Belagerung verfügten die Franzosen in Italien über etwa 60.000 Soldaten, von denen allerdings nur 36.000, bedingt durch Seuchen, einsatzfähig waren. Der österreichische General Michael von Melas verfügte über ca. 120.000 Mann in Italien denen, trotz einiger Niederlagen gegen die französischen Truppen unter Louis Gabriel Suchet und Soult, der zügige Einschluss von Genua gelang. Außerdem blockierte ein britisches Geschwader den Zugang zum Hafen von Genua. In dieser ungünstigen Ausgangsposition versuchte Massena die Stadt unter allen Umständen zu halten.

## Die Belagerung
Die befestigte Stadt wurde durch natürliche Gegebenheiten und mehrere Forts gut geschützt. Trotz dieser relativ starken Befestigungen befahl Massena mehrere Ausfälle. Am 7. April konnten seinen Truppen den Berg Monte Ratti erobern und 1.500 österreichische Soldaten inklusive des General-Majors Konstantin Karl d’Aspre gefangen nehmen. Am 9. April unternahm Massena einen weiteren Ausbruch, um sich mit den abgeschnittenen Truppen von Suchet zu vereinen. Auch dieser Angriff war erfolgreich. Massena konnte sich gegen eine Übermacht von zehntausend Österreichern durchsetzen und mit Hilfe der 4.000 Mann Suchets in Folge mehrere Gefechte gewinnen. So wurden u. a. die Forts Quezzi, Richelieu und Creto erobert. Der Verlust dieser Befestigungsanlagen machte es den Belagernden Österreichern nun noch schwerer einen erfolgreichen Angriff gegen die Stadt durchzuführen.
Allerdings gelang es den eingeschlossenen Franzosen nicht, sich mit ausreichend Nahrungsmitteln zu versorgen. In ihrer Not buken die Verteidiger aus Linsen und Kakao Brot. Die Lage der Belagerten wurde immer verzweifelter, auch weil der von Napoleon zugesagte Entsatz der Stadt nicht verwirklicht werden konnte. Nach zweimonatiger Belagerung kapitulierte Massena schließlich, konnte jedoch einen ehrenvollen Abzug seiner verbliebenen 7.000 Soldaten nach Frankreich durch Verhandlungen erreichen.

## Folgen
Durch die lange Belagerung der Stadt konnte Massena Napoleon ausreichend Zeit verschaffen, Truppen für einen Gegenangriff in Italien zusammenzuziehen. Nur zwei Wochen nach der Kapitulation von Genua hatte Napoleon mit dem Sieg in der Schlacht von Marengo das Kriegsglück in Italien zu seinen Gunsten gewendet.